# Олег (паровой фрегат)
Олег — русский парусно-винтовой фрегат. Входил в состав Балтийского флота.

## Строительство

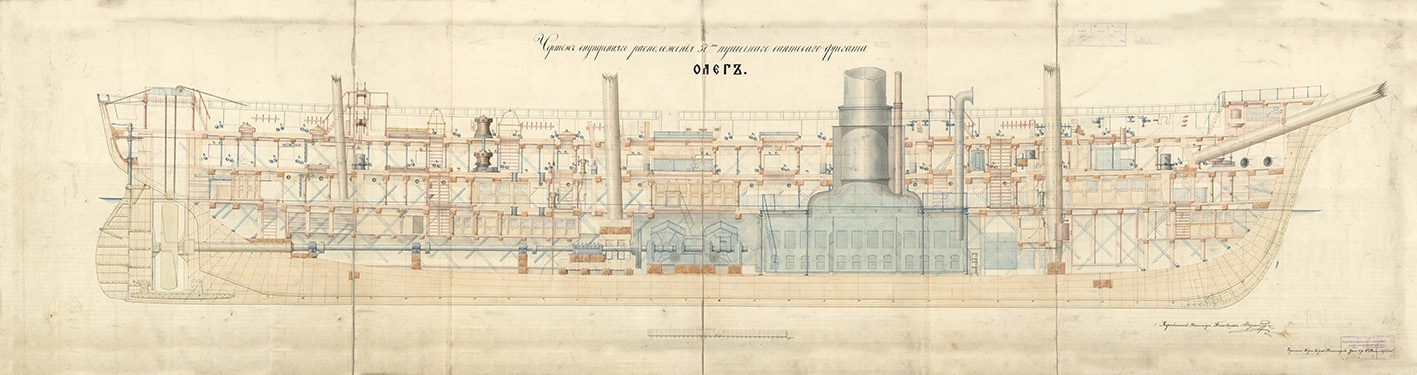
Схема внутреннего устройства фрегата «Олег»

Автором проекта и строителем фрегата был корабельный инженер полковник А. Х. Шаунбург. Корпус фрегата был построен в Кронштадте, в северном Петровском доке из металлов, лиственницы, а также частично дуба и сосны почётным гражданином Кудрявцевым и его мастеровыми. Крепление подводной части медное, а надводной железное. Толщина наружной обшивки составляла 6 дюймов (152 мм). У ватерлинии и выше её обшивка утолщалась до 9 дюймов (229 мм).
Заложен 29 января 1858 года, спущен на воду 4 июня 1860 года. Во многом однотипен фрегату «Александр Невский». При выводе из дока оказалась, что фрегат не может пройти в ворота, и в день его спуска ворота дока было приказано расширить.
Механизм фрегата был изготовлен в Англии на заводе «Модзлей и Фильд». Шесть паровых котлов с угольным отоплением давали пар для двухцилиндровой горизонтальной паровой машины. Двухлопастный гребной винт диаметром 5,8 м был расположен в вертикальной раме, скользящей по пазам в вырезе кормы. При движении под парусами винт, отсоединенный от гребного вала, втягивался в колодец, устроенный в кормовом подзоре. Подъём осуществлялся тросом, проведенным на шпиль через канифас-блок, укрепленный на палубе.
В ходе постройки в проект вносились некоторые изменения. Так, «согласно воле Его Императорского Высочества Генерал-адмирала» Великого князя Константина Николаевича были убраны громоздкие гальюнные решетки и тяжеловесный княвдигед, сделан небольшой полубак, корма получила простую скругленную форму вместо традиционного транца с уширениями по бокам. Архитектура корпуса стала более современной по сравнению с ранее построенными фрегатами этой серии.
Артиллерийское вооружение «Олега» было размещено в двух батареях: открытой — на верхней палубе (опер-дек) — 27 пушек и закрытой (гон-дек) − 30 пушек. В носовой части верхней палубы стояла 60-фунтовая длинная пушка (калибром в 196 мм) на поворотной платформе. При помощи талей платформа вместе с орудием могла перемещаться к орудийному порту правого или левого борта, разворачиваясь на роликах по медным дугообразным погонам на палубе. Ещё восемь 60-фунтовых «коротких» пушек стояли на верхней палубе у орудийных портов между грот- и бизань-мачтами. Как и все остальные орудия фрегата, они имели обычные колесные деревянные станки. Ещё 18 более легких 30-фунтовых пушек стояли у своих портов на верхней палубе.
Нижняя батарея имела двадцать шесть 60-фунтовых и четыре 30-фунтовых пушек. Для своего времени это было сильное вооружение. 60 фунтовая пушка могла бросать бомбы весом 17,7 кг на дистанцию до 1,6 морских миль (почти 3 км).

## Служба

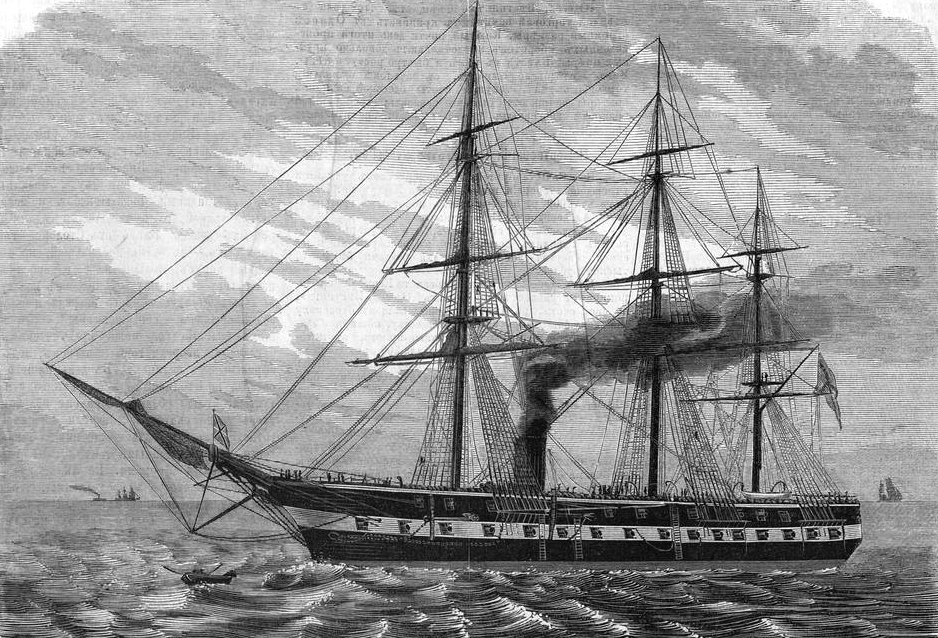
Фрегат «Олег»

В свою первую кампанию, в Средиземное море, фрегат «Олег» был послан в 1860 году. В 1861 году в Средиземном море на Вилла-Франкском рейде фрегат «Олег» сдрейфовало и бросило на каменный риф около мыса Сен-Жан. Ранней весной 1863 года, находясь в Финском заливе, фрегат «Олег» сел на камни около Аландских шхер. Осенью 1863 года фрегат был вторично послан в Средиземное море и возвратился оттуда весной 1865 года. Это было последнее плавание фрегата за пределы Финского залива.

### Крушение

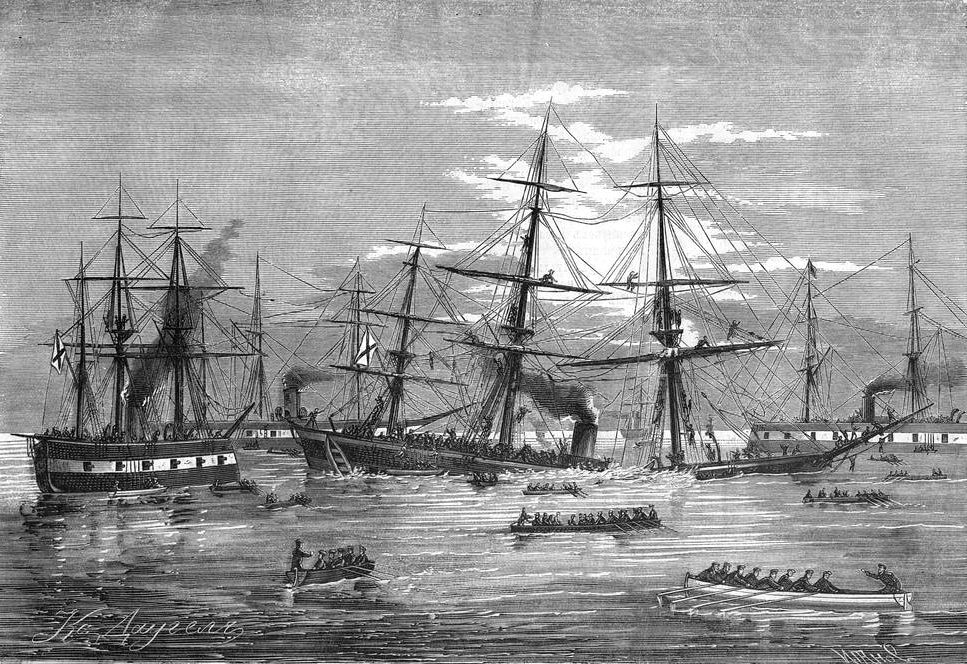
Гибель фрегата «Олег». Слева направо: броненосная батарея «Кремль», броненосная батарея «Первенец», фрегат «Олег», броненосный фрегат «Петрозаводск»

Вечером в воскресенье 3 (15) августа 1869 года, в тихую и ясную погоду, эскадра броненосных судов Российского флота выполняла упражнения в построениях и перестроениях в Финском заливе, между островами Гогланд и Соммерс.
На эскадре был поднят сигнал «изменить фланги, поворачиваясь вправо». При подаче сигнала к этому манёвру, броненосная эскадра шла в строе фронта в следующем порядке: на правом фланге винтовой корвет «Витязь», рядом с ним шли: броненосные батареи «Кремль» и «Первенец»; затем шли деревянные фрегаты «Олег», «Пересвет» и броненосный фрегат «Петропавловск». После сигнала все суда повернули вправо на 8 румбов, за исключением правофлангового корвета «Витязь», который на основании «эволюционной книги», описал поворот в 24 румба; остальные суда эскадры поворачивали за ним последовательно и в входили ему в кильватер. Во время этого движения броненосная батарея «Кремль», которой командовал капитан 2-го ранга Корнилов, вышедшая из строя и спешившая из-за этого занять своё место, ударила своим тараном фрегат «Олег» в подводную часть, почти в самую середину судна, между машинным отделением и угольными ящиками, впереди грот-мачты; «Олег» во время удара поворачивал в кильватере своему ближайшему судну, по фронту, батарее «Первенец». Фрегат в строю фронта находился между батареей «Первенец» и фрегатом «Пересвет».
Фрегат «Олег», получив пробоину, пошёл к дну, в течение менее 15 минут. Из 546 человек экипажа, бывшего на утонувшем фрегате, погибло 16 человек; остальные были спасены судами эскадры.

## Достоинства и недостатки фрегата
О прочности и мореходных качествах фрегата хорошо отзывался его командир капитан 2-го ранга Андреев. В донесении из Тулона он отмечал «… исправное действие машины … и прочное скрепление корпуса фрегата, которое нигде не сдало после шестидневной качки в Бискайской бухте … 10 и 11 узлов он шел легко, не требуя форсирования парусами…».
Согласно журналу «Всемирная иллюстрация» (№ 35, 1869 года), фрегат «Олег» «выстроен весьма тщательно и имеет весьма прочное скрепление. Поворачивал оверштаг хорошо, ход в бейдевинд, при 5¾ румба достигал иногда, под бом-брамселями, 8 узлов; дрейф имел весьма малый, под ветер спускался дурно и вообще не хорошо слушал руля, как под парами, так и под парусами; килевую качку имел значительную, а боковую очень великую и стремительную; удары претерпевал в носовую часть».

## Командиры фрегата
- 22.08.1858[4] — 29.08.1860 — капитан 1-го ранга М. П. Тироль
- 29.08.1860[5] — 29.10.1862 — капитан 2-го ранга Н. Н. Андреев
- 17.04.1863 — 31.01.1864 — капитан 2-го ранга (с 01.01.1864 капитан 1-го ранга) Н. Н. Андреев
- 31.01.1864 — хх.хх.хххх — флигель-адъютант капитан 1-го ранга Н. А. Бирилёв
- до 04.10.1865[6] капитан-лейтенант Л. Ф. Гадд
- 04.07.1866 — 1869 — капитан 1-го ранга барон Г. Г. Майдель[1].

## Современное состояние
Корабль хорошо сохранился. Корпус стоит на ровном киле с небольшим креном на правый борт на глубине 56 метров.
Корабль не имеет серьёзных повреждений, за исключением:
- Все три мачты упали на правую сторону. Бизань- и грот-мачты лежат, опираясь нижним концом на палубу, фок-мачта — на дне вдоль борта.
- Утлегарь, бом-утлегарь, носовая фигура и 4 якоря упали вниз и лежат на дне.
- Металлический кожух кочегарки проржавел и вместе с трубой упал в шахту.
- При падении мачт поврежден фальшборт правого борта.
- Внутри на артиллерийской и жилой палубах рухнули некоторые из перегородок между помещениями.

Владимир Путин на подводном аппарате «Си-эксплорер-5» в июле 2014 года совершил погружение к месту в Финском заливе, где был найден затонувший корабль.

## Перспективы
Фрегат «Олег» является особо ценным историческим памятником. Корпус способен выдержать подъём для последующей реставрации.